# Riksdagen 1928
Riksdagen 1928 ägde rum i Stockholm.
Riksdagens kamrar sammanträdde i riksdagshuset den 10 januari 1928. Riksdagsarbetet inleddes ceremoniellt genom riksdagens högtidliga öppnande i rikssalen på Stockholms slott den 11 januari. Första kammarens talman var Hugo Hamilton (oberoende konservativ), andra kammarens talman var Bernhard Eriksson (S). Riksdagen avslutades den 8 juni 1928.